# 里奇蘭鎮區 (朱厄爾縣)
里奇蘭鎮區（英語：Richland Township）為位在美國堪薩斯州朱厄爾縣的鎮區。2010年美国人口普查中該鎮區人口有33人。

## 地理
里奇蘭鎮區涵蓋面積92.75平方（35.81平方英里），其中9.4平方公里或10.13%為水域。該鎮區有約翰斯溪（Johns Creek）、蒙大拿溪（Montana Creek）以及泰勒溪（Taylor Creek）等溪流通過。

### 鄰近鎮區
- 朱厄爾縣
  - 蒙大拿鎮區（北）
  - 鎮區（東北）
  - 辛克萊爾鎮區（東）
  - 格蘭特鎮區（東南）
  - 華盛頓鎮區（南）
  - 中央鎮區（西南）
  - 霍姆伍德鎮區（西）
  - 鎮區（西北）

### 墓園
此鎮區僅有1座墓園：達爾墓園（Dahl Cemetery）。

### 主要公路
- 14號堪薩斯州州道（英语：K-14 (Kansas highway)）

## 外部連結
- U.S. Board on Geographic Names (GNIS)（页面存档备份，存于）
- United States Census Bureau cartographic boundary files（页面存档备份，存于）
- US-Counties.com
- City-Data.com （页面存档备份，存于）